# Bellamonter Rottum mit Krummbachhang
Das Gebiet Bellamonter Rottum mit Krummbachhang ist ein mit Verordnung vom 19. März 1999 ausgewiesenes Landschaftsschutzgebiet im baden-württembergischen Landkreis Biberach (LSG-Nummer 4.26.043) in Deutschland.

## Lage
Das rund 182 Hektar (ha) große Schutzgebiet „Bellamonter Rottum mit Krummbachhang“ gehört zu den Naturräumen Riß-Aitrach-Platten und Holzstöcke. Es liegt auf dem Gebiet der Stadt Ochsenhausen (160.4615 ha = 88,25 %) und der Gemeinde Steinhausen an der Rottum (21.3682 ha = 11,75 %) und erstreckt sich entlang des Talbereichs der Bellamonter Rottum sowie ihren seitlichen Tobeln, Hanglagen und dem Krummbachhang.

## Schutzzweck
Wesentlicher Schutzzweck ist der Erhalt eines „Dank der Topographie und des überreichen Wasserhaushalts noch relativ naturnahen Wiesentals mit Feucht- und Nasswiesen, mäandrierendem Bachlauf und daran angrenzendem Auewald, sowie trockenwarmen Steilhangbereichen, aber auch der dortigen Artenvielfalt von Flora und Fauna.“

## Zusammenhängende Schutzgebiete
Mit dem Landschaftsschutzgebiet „Bellamonter Rottum mit Krummbachhang“ ist das FFH-Gebiet „Rot, Bellamonter Rottum und Dürnach“ (DE-7825-311) als zusammenhängendes Schutzgebiet ausgewiesen.